# Syväri
Syväri är en sjö i Finland. Den ligger i kommunerna Kuopio och Lapinlax i landskapet Norra Savolax, i den centrala delen av landet, 400 km nordost om huvudstaden Helsingfors. Syväri ligger 95,5 meter över havet. Den är 41 meter djup. Arean är 80,74 kvadratkilometer och strandlinjen är 460,27 kilometer lång. Sjön  ingår i Vuoksens huvudavrinningsområde.   Den sträcker sig 26,6 kilometer i nord-sydlig riktning, och 22,4 kilometer i öst-västlig riktning.
Följande samhällen ligger vid Syväri:
- Nilsiä (6 474 invånare)

I övrigt finns följande vid Syväri:
- Kumpuniemi (en udde)
- Tiilikanjoki (ett vattendrag)
- För öar i Syväri, se kategori:Öar i Syväri.